# Ronco sopra Ascona
Ronco sopra Ascona je obec ve švýcarském kantonu Ticino, okresu Locarno. Žije zde 587 obyvatel.

## Geografie

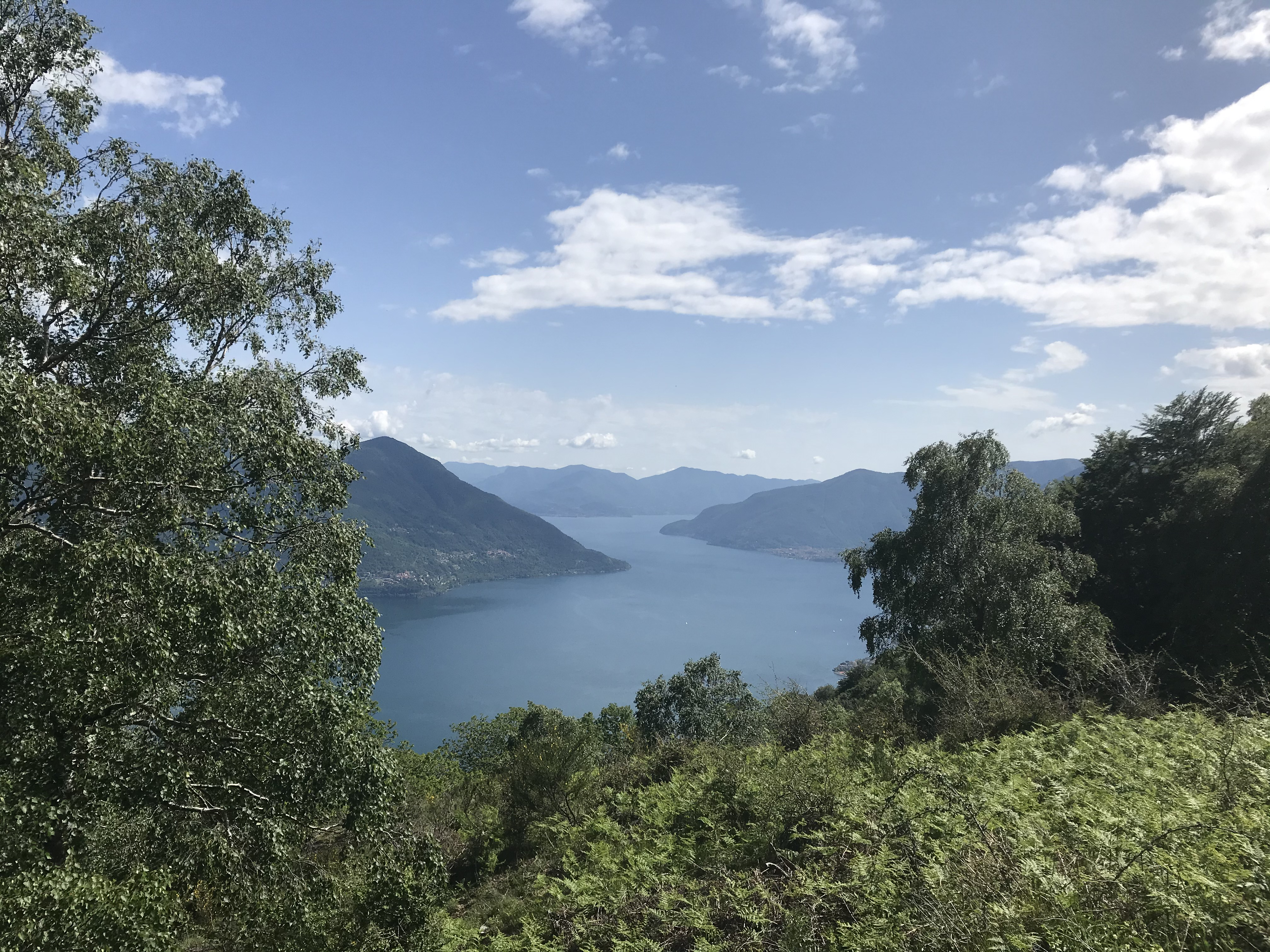
Lago Maggiore, pohled od Ronca

Obec Ronco leží mezi obcemi Ascona a Brissago na jedné straně a mezi jezerem Lago Maggiore (193 m n. m.) a masivem Corona di Pinz (nebo Corona dei Pinci; 1294 m n. m.) na straně druhé, ale zasahuje také kousek za hřeben do Centovalli. Nejvyšším bodem obce je s 1374 metry nad mořem horský hřeben u Alpe di Naccio, který již patří k Brissagu.
Centrum obce se nachází na skalní terase ve výšce asi 160 metrů nad jezerem. K obci patří také čtvrti Livurcio, Croasca, Corafora, Capella Gruppaldo a Fontana Martina a Porto Ronco v prudkých svazích na břehu jezera, z nichž některé postupně splynuly s historickým Nucleo (centrem obce).
Alpské osady Puran, Calzo, Cassina a Purèra se nacházejí v pohoří Monti di Ronco v nadmořské výšce 650 až 1150 metrů, těsně nad nimi se nachází masiv Monti di Schiavardo. Ty jsou dosažitelné pěšky nebo po klikaté silnici z Cappella Gruppaldo a nabízejí daleké výhledy na jezero Lago Maggiore a pohoří kantonu Ticino.

## Historie

Letecký pohled (1946)

První zmínka o Roncu pochází z roku 1264 jako Roncho de Schona „Ronco, tedy vinice Ascony“. V pozdním středověku tvořilo s Asconou sousedství s vlastními stanovami z roku 1369. V roce 1626 se stalo samostatnou farností a v roce 1641 se od sousedství oddělila farnost vesnice. Od pozdního středověku až do 19. století pracovaly generace obyvatel Ronca jako malíři iluzí, zejména ve Florencii, ale také ve Viterbu a Lucce, což je patrné i na výzdobě větších domů v samotném Roncu. V raném novověku se obyvatelé Ronca podíleli také na monopolu na nakládání zavazadel na celnicích ve Florencii a Livornu, o čemž dosud svědčí nápis na kapli v Gruppaldu.

Ronco (1929)

Z architektonického hlediska jsou jednotlivé epochy stále jasně rozpoznatelné. Kromě středověkých staveb a prvků svědčí o relativním bohatství, které může souviset s emigrací značné části tehdejšího obyvatelstva, také domy přestavěné nebo rekonstruované v 17. a 18. století, malby pokojů a fasád, žulové vstupní portály a ozdobné balkony s kovanými mřížemi.
Dnes je Ronco oblíbenou rekreační obcí i místem k bydlení a v souladu s tím se zde nachází vysoký počet druhých domů. Podle stavebních a bytových statistik činil tento podíl v roce 2020 75,5 %, podle švýcarské legislativy proto již není povoleno stavět druhé domy.

### Etymologie
Název Ronco pochází ze středolatinského runchum „čerstvě vyčištěná půda, která má být rekultivována; vinice“, což se zase odvozuje od latinského runcāre „kopat, čistit, rekultivovat“.

### Umělecká vesnice

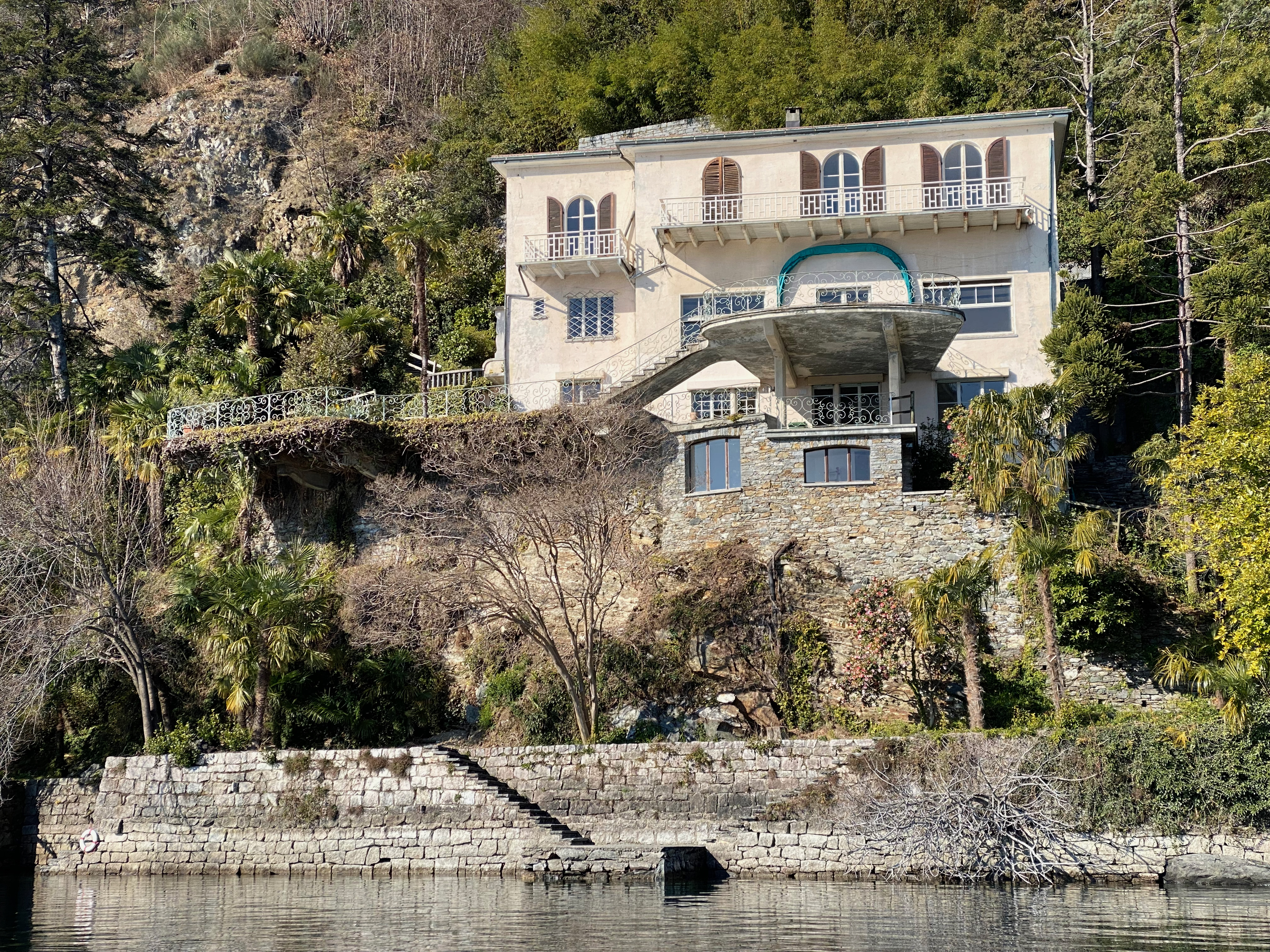
Vila Casa Monte Tabor, ve které žil Erich Maria Remarque

Původní vinařská a dobytkářská obec se na počátku 20. století změnila v uměleckou vesnici. V Roncu dlouho působili malíř, grafik a spisovatel Richard Seewald (1889–1976), malíři Jan Schutter (1890–1956), Manfred Henninger (1894–1986), Erwin Schönmann (1906–1999), Willy Hug (1910–1996), Karl Gerber (1912–1974) a Rös Schutter-Peter (1920–2001), malíř Paul W. Loosli (1896–1962) a textilní výtvarník Rolf Lenne (1904–1986). 
Vesnička Fontana Martina, která k Roncu patří, byla po určitou dobu malým venkovským a uměleckým družstvem poté, co tehdy zchátralou skupinu domů koupil v roce 1923 bernský tiskař Fritz Jordi (1885–1938) a spolu s všestranným umělcem Heinrichem Vogelerem a grafikem Clémentem Moreauem ji obnovil; častým návštěvníkem byl také Paul Klee (1879–1940). Ideálním cílem bylo založit umělecké centrum podobné Barkenhoffovu ve Worpswede a od října 1931 do listopadu 1932 vydávala skupina vlastní půlměsíčník s názvem Fontana Martina.
V Roncu se usadil také spisovatel Erich Maria Remarque (1898–1970) a jeho manželka, herečka Paulette Goddard (1910–1990), a spisovatelka Eveline Haslerová (* 1933). Šlechtitel citrusů Edwin Frey (1911–2000) pojmenoval jednu ze svých odrůd Corafora podle místa v Roncu.
Na počátku 20. století byl svah mezi Asconou a Roncem osídlen lidmi z bezprostředního i širšího okolí vysazenecké kolonie Monte Verità. Ronco je také dějištěm románu Benedikta od Gabriele Reuter (1923), v němž vystupuje „řada kýčovitých, nadšených milovníků přírody“.

## Obyvatelstvo
| Vývoj počtu obyvatel | Vývoj počtu obyvatel | Vývoj počtu obyvatel | Vývoj počtu obyvatel | Vývoj počtu obyvatel | Vývoj počtu obyvatel | Vývoj počtu obyvatel | Vývoj počtu obyvatel | Vývoj počtu obyvatel |
| -------------------- | -------------------- | -------------------- | -------------------- | -------------------- | -------------------- | -------------------- | -------------------- | -------------------- |
| Rok                  | 1850                 | 1900                 | 1950                 | 1980                 | 2000                 | 2010                 | 2020                 |                      |
| Počet obyvatel       | 378                  | 257                  | 540                  | 745                  | 659                  | 678                  | 550                  |                      |

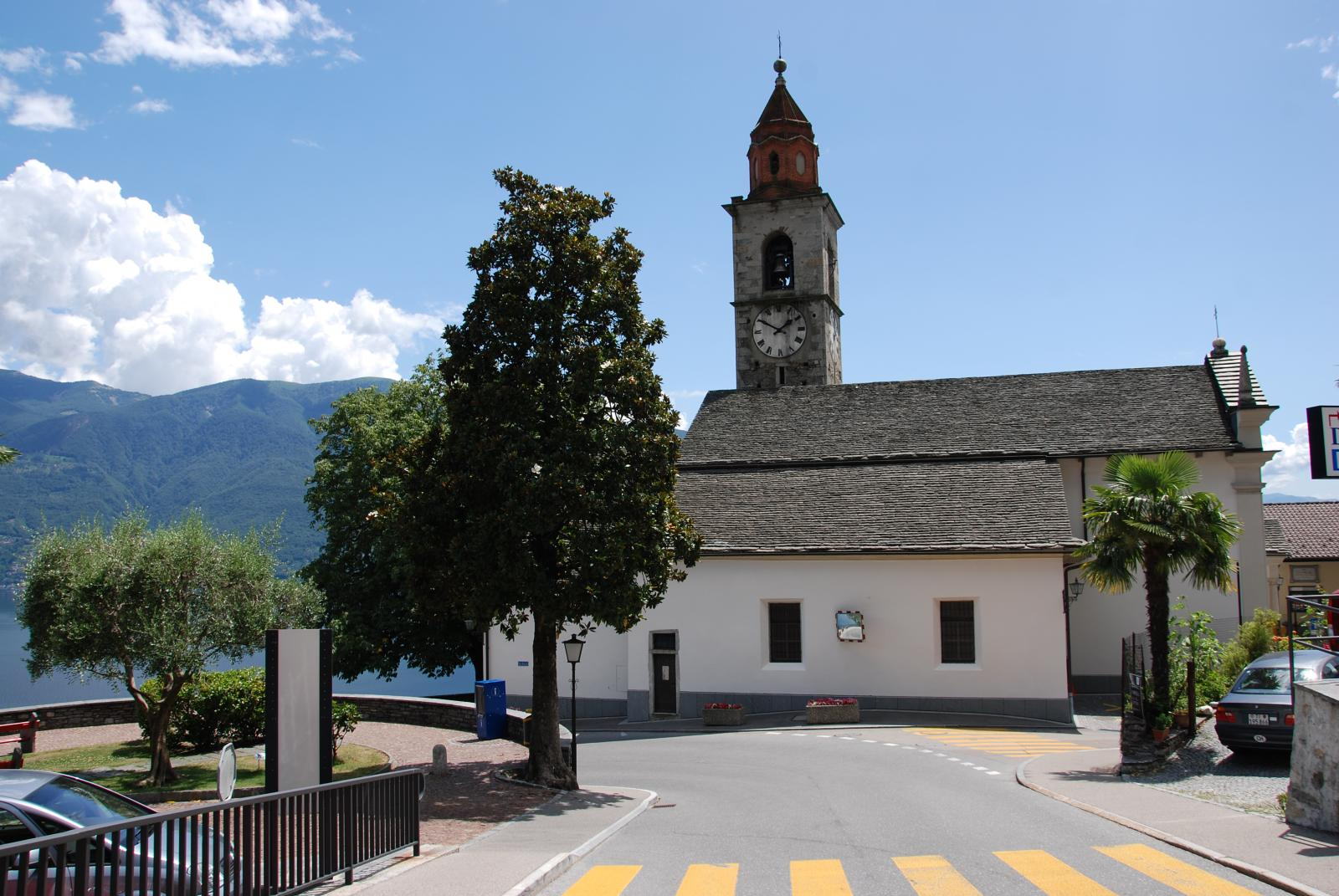
Kostel

Do 18. století žilo v Roncu asi 100 rodin, což odpovídá počtu 450 až 500 obyvatel. V roce 1869 žilo v obci 110 rodin, následně počet obyvatel klesal, takže v roce 1900 zde žilo pouze 257 lidí. Nového maxima dosáhlo Ronco v roce 1980, kdy zde žilo 745 obyvatel, od té doby počet obyvatel klesl pod 600. Podíl cizinců činil v roce 2006 167 osob.

### Jazyky
V roce 2000 zde žilo 405 obyvatel s italským, 222 s německým, 8 s francouzským a 24 s jiným mateřským jazykem. V témže roce 12 % obyvatel hovořilo v každodenním životě pouze místním lombardským dialektem a 28 % obyvatel hovořilo jak dialektem, tak italsky. Podíl osob hovořících dialektem je tedy výrazně nižší než průměr v Ticinu (14 % výhradně dialektem, 40 % dialektem a italštinou).

## Doprava
Ronco obsluhují dvě autobusové linky společnosti Ferrovie autolinee regionali ticinesi (FART). Ty jej spojují s okresním městem Locarnem, Asconou a Brissagem.
Do přístaviště Porto Ronco zajíždí a od dubna do října jej obsluhuje společnost Società Navigazione del Lago di Lugano, která v roce 2018 nahradila italskou společnost Navigazione Laghi. Lodě jezdí na severovýchod směrem na Asconu a Locarno, na jihozápad směrem na Brissago a přes ostrovy Brissago.

## Osobnosti

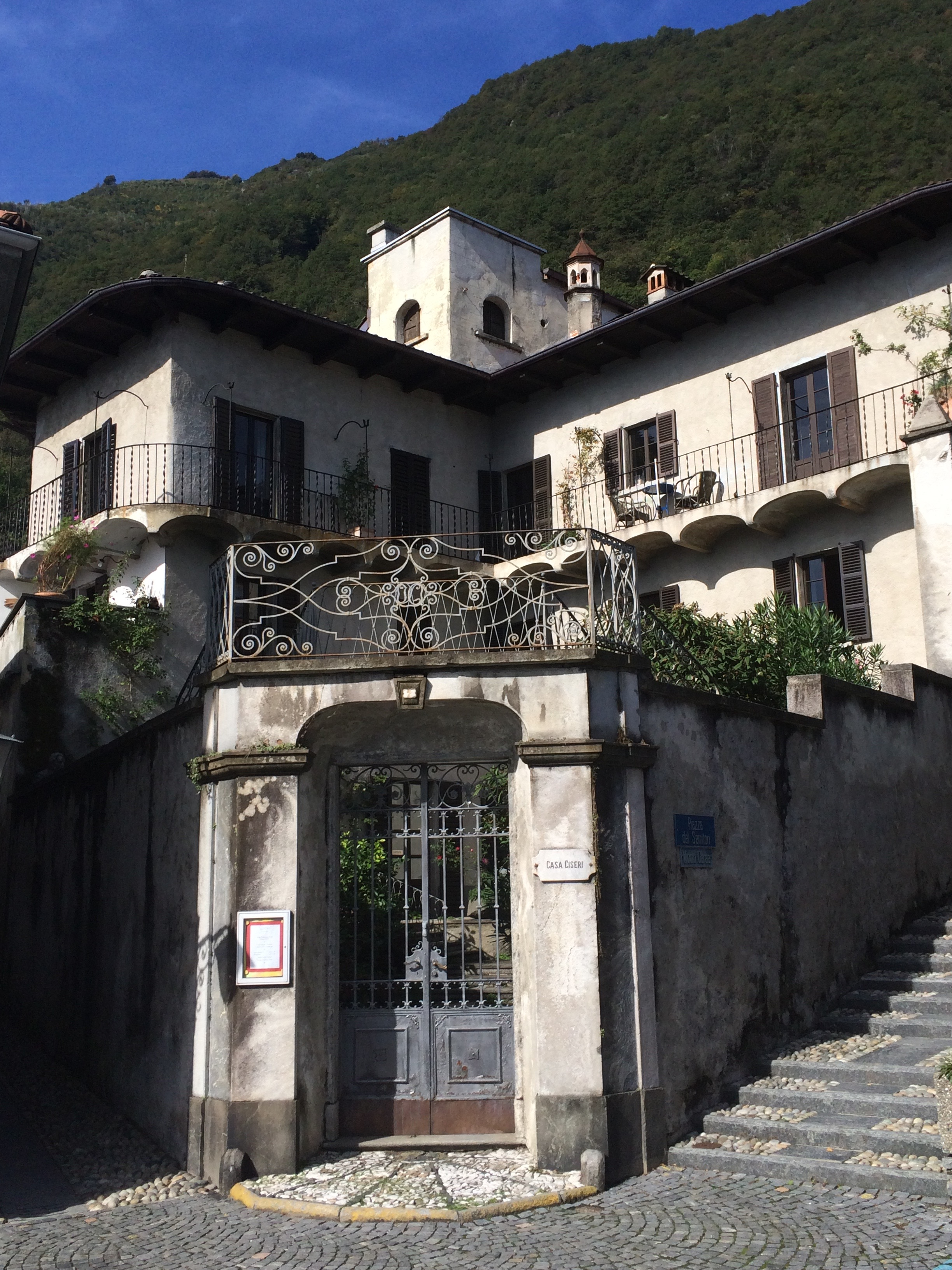
Rodný dům Antonia Ciseriho

Ronco sopra Ascona je rodištěm malíře Antonia Ciseriho (1821–1891), který se umělecky prosadil ve Florencii. V obci se zejména v první polovině 20. století usadila řada osobností působících v oblasti umění a kultury, viz výše. Max Emden (1874–1940), významný německý podnikatel a sběratel umění, který od roku 1927 vlastnil ostrovy Brissago, byl v Ronco sopra Ascona naturalizován v roce 1934.